# Braunsapis unicolor
Braunsapis unicolor är en biart som först beskrevs av Smith 1854.  Braunsapis unicolor ingår i släktet Braunsapis och familjen långtungebin. Inga underarter finns listade.

## Bildgalleri

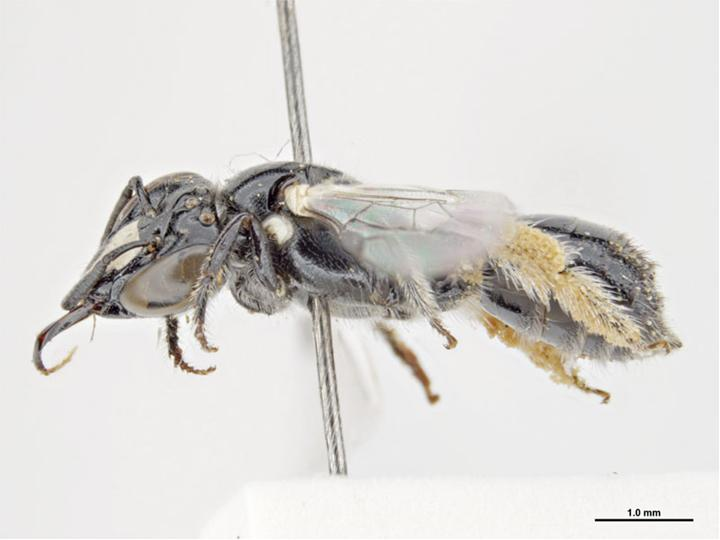
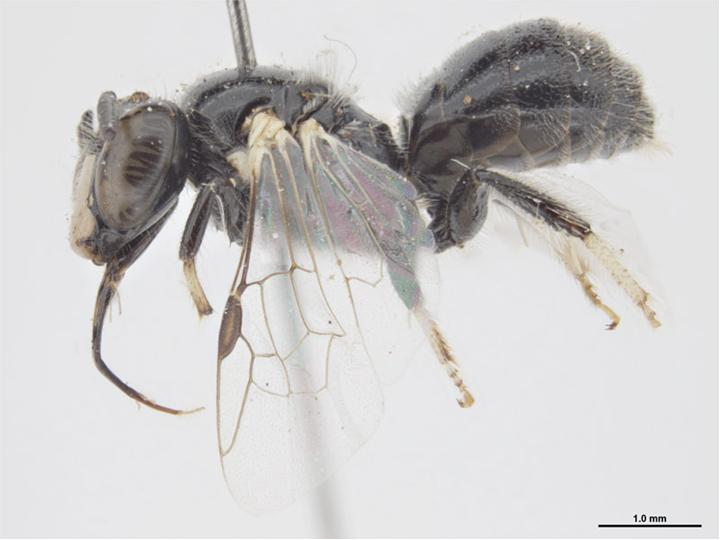